# Monique Taylor
Monique Taylor, née le 28 juin 1972, est une femme politique canadienne.
De 2011 à 2025, elle est députée de la circonscription électorale de Hamilton Mountain du caucus du Nouveau Parti démocratique de l'Ontario à l'Assemblée législative. 